# Stiv Biko
Bantu Stiven Biko (18. decembar 1946 – 12. septembar 1977) bio je južnoafrički antiaparthejdni aktivista. Ideološki afrički nacionalista i afrički socijalista, on je bio na čelu široke kampanje protiv aparthejda poznate pod nazivom Pokret crne svesti tokom kasnih 1960-ih i 1970-ih. Njegove ideje su artikulisane u nizu članaka objavljenih pod pseudonimom Frank Talk.
Odgajen u siromašnoj koskoj porodici, Biko je odrastao u mestu Ginsberg na Istočnom Kejpu. Godine 1966, on je počeo da studira medicinu na Univerzitetu u Natalu, gde se pridružio Nacionalnoj uniji studenata Južne Afrike (engl. National Union of South African Students, NUSAS). Snažno suprotstavljen aparthejdskom sistemu rasne segregacije i vladavine bele manjine u Južnoj Africi, Biko je bio frustriran što su NUSAS-om i drugim grupama protiv aparthejda dominirali beli liberali, a ne crnci koji su najviše pogođeni aparthejdom. On je smatrao da čak i kada su dobronamjerni, beli liberali nisu uspeli da shvate crno iskustvo i često su se ponašali na paternalistički način. On je razvio gledište da radi izbegavanja bele dominacije, crnci moraju da se samostalno organizuju, i s tim ciljem je postao vodeća ličnost u stvaranju Južnoafričke studentske organizacije (engl. South African Students' Organisation, SASO) 1968. godine. Članstvo je bilo otvoreno samo za „crnce”, pojam koji je Biko koristio ne samo za Afrikance koji govore bantu, već i za Obojene i Indijce. On je nastojao da svoj pokret drži nezavisnim od belih liberala, ali se protivio antibelom rasizmu i imao je razne bele prijatelje i ljubavnice. Vlada Nacionalne stranke bele manjine je u početku davala podršku, smatrajući stvaranje SASO-a pobedom aparthejdovog etosa rasnog separatizma.
Pod uticajem martiničkog filozofa Franca Fanona i afroameričkog Pokreta crne sile, Biko i njegovi sunarodnici razvili su Crnu svest kao službenu ideologiju SASO-a. Pokret je zalagao za kraj aparthejda i tranziciju Južne Afrike ka opštem pravu glasa i socijalističkoj ekonomiji. Organizovao je programe crnačke zajednice (engl. Black Community Programmes, BCP) i fokusirao se na psihološko osnaživanje crnaca. Biko je verovao da se crnci trebaju osloboditi svakog osećaja rasne inferiornosti, što je ideja koju je izrazio popularizirajući slogan „crno je lepo”. Godine 1972. bio je uključen u osnivanje Konvencije crnog naroda (engl. Black People's Convention, BPC) radi promovisanja ideja crne svesti među široj populacijom. Vlada je Bika shvatila kao subverzivnu pretnju i stavila ga pod zabranu 1973. godine, oštro ograničavajući njegove aktivnosti. Ostao je politički aktivan, pomažući organizovanje programa crnačke zajednice, kao što su zdravstveni centar i jaslice na području Ginsberga. Tokom zabrane primio je ponovljene anonimne pretnje, a državne službe bezbednosti su ga u više navrata hapsile. Nakon hapšenja u avgustu 1977, Bika su ozbiljno pretukli pripadnici službe državne bezbednosti, što je rezultiralo njegovom smrću. Preko 20.000 ljudi je prisustvovalo njegovoj sahrani.
Slava Bikoa se posmrtno širila. Postao je predmet brojnih pesama i umetničkih dela, dok je biografija njegovog prijatelja Donalda Vudsa iz 1978. pružila osnovu za film iz 1987. godine Vapaj za slobodom. Tokom Bikovog života, vlada je tvrdila da je mrzeo belce, razni aktivisti protiv aparthejda optuživali su ga za seksizam, a afrički rasni nacionalisti kritikovali su njegov ujedinjeni front sa Obojenim and Indijcima. Uprkos toga, Biko je postao jedna od najranijih ikona pokreta protiv aparthejda, a smatra se političkim mučenikom i „ocem crne svesti”. Njegova politička zaostavština ostaje predmet rasprave.

## Biografija

### Detinjstvo i mladost: 1946–1966
Bantu Stiven Biko je rođen 18. decembra 1946, u kući svoje bake u Tarkastadu, Istočni Kejp. Kao treće dete Mzingaje Metju Biko i Alis Mamset Biko, on je imao stariju sestru, Bukelvu, starijeg brata Kaja, kao i mlađu sestru, Nobandilu. Njegovi roditelji su se venčali u Vitlsiju, gde je njegov otac radio kao policajac. Mzingaje je prekomandovan u Kvinstaun, Port Elizabet, Fort Koks i konačno King Vilijams taun, gde su se on i Alis nastanili u opštini Ginsberg. To je bilo naselje od oko 800 porodica, a svake četiri porodica delile su vodovod i toalet. Bantu Afrikanci i obojeni ljudi su živeli u toj varoši, gde su se govorili kosa, afrikans i engleski. Nakon napuštanja policijske službe, Mzingaje je radio kao činovnik u uredu za domorodačke poslove King Vilijams tauna, dok je vanredno studirao na pravnom fakultetu Južnoafričkog univerziteta. Alis je najpre bila zaposlena u domaćem poslu za lokalna bela domaćinstva, a zatim kao kuvarica u Grej bolnici u King Viliams taunu. Prema njegovoj sestri, upravo je ovo posmatranje teških uslova rada njegove majke rezultiralo najranijom Bikovom politizacijom.

## Literatura
- Ahluwalia, Pal; Zegeye, Abebe (2001). „Frantz Fanon and Steve Biko: Towards Liberation”. Social Identities. 7 (3): 455—469. doi:10.1080/13504630120087262.

- Bernstein, Hilda (1978). No. 46 - Steve Biko. London: International Defence and Aid Fund. ISBN 978-0-904759-21-1.

- Brown, Julian (2010). „SASO's Reluctant Embrace of Public Forms of Protest, 1968–1972”. South African Historical Journal. 62 (4): 716—734. doi:10.1080/02582473.2010.519940.

- Bucher, Jesse (2012). „The Possibility of Care: Medical Ethics and the Death of Steve Biko”. Journal of Asian and African Studies. 47 (5): 567—579. doi:10.1177/0021909612452710.

- Cock, Jacklyn (1989). Maids and Madams: Domestic Workers Under Apartheid. Johannesburg: Ravan Press. ISBN 978-0-7043-4165-4.

- Denis, Philippe (2010). „Seminary Networks and Black Consciousness in South Africa in the 1970s”. South African Historical Journal. 62 (1): 162—182. doi:10.1080/02582471003778417.

- de Wet, Johann (2013). „Steve Biko as Existentialist Communicator”. Communicatio. 39 (3): 293—304. doi:10.1080/02500167.2013.835524.

- Hadfield, Leslie (2010). „Biko, Black Consciousness, and ‘the System’ eZinyoka: Oral History and Black Consciousness in Practice in a Rural Ciskei Village”. South African Historical Journal. 62 (1): 78—99. doi:10.1080/02582471003778342.

- Hill, Shannen L. (2015). Biko's Ghost: The Iconography of Black Consciousness. Minneapolis: University of Minnesota Press. ISBN 978-0816676361.

- Kamola, Isaac (2015). „Steve Biko and a Critique of Global Governance as White Liberalism”. African Identities. 13 (1): 62—76. doi:10.1080/14725843.2014.961281.

- Macqueen, Ian (2013). „Resonances of Youth and Tensions of Race: Liberal Student Politics, White Radicals and Black Consciousness, 1968–1973”. South African Historical Journal. 65 (3): 365—382. doi:10.1080/02582473.2013.770062.

- Macqueen, Ian (2014). „Black Consciousness in Dialogue in South Africa: Steve Biko, Richard Turner and the 'Durban Moment', 1970–1974”. Journal of Asian and African Studies. 49 (5): 511—525. doi:10.1177/0021909613493609.

- Mamdani, Mahmood (2012). „A Tribute to Steve Biko”. Transformation: Critical Perspectives on Southern Africa. 80. стр. 76—79.

- Mandela, Nelson (2014). „A Tribute to Stephen Bantu Biko”.  Ур.: Xolela Mangcu. Biko: A Life. London and New York: I. B. Tauris. стр. 7—9. ISBN 978-1-78076-785-7.

- Mangcu, Xolela (2014). Biko: A Life. London and New York: I. B. Tauris. ISBN 978-1-78076-785-7.

- Marable, Manning; Joseph, Peniel (2008). „Series Editors' Preface: Steve Biko and the International Context of Black Consciousness”. Biko Lives! Contesting the Legacies of Steve Biko. Andile Mngxitama, Amanda Alexander, and Nigel C. Gibson (eds.). New York and Basingstoke: Palgrave Macmillan. стр. vii—x. ISBN 978-0-230-60519-0.

- Mngxitama, Andile; Alexander, Amanda; Gibson, Nigel (2008). „Biko Lives”. Biko Lives! Contesting the Legacies of Steve Biko. Andile Mngxitama, Amanda Alexander, and Nigel C. Gibson (eds.). New York and Basingstoke: Palgrave Macmillan. стр. 1—20. ISBN 978-0-230-60519-0.

- Silove, Derrick (1990). „Doctors and the State: Lessons from the Biko Case”. Social Science and Medicine. 30 (4): 417—429. doi:10.1016/0277-9536(90)90344-R.

- Smit, B. F. (1995). „Biko, Bantu Stephen (Steve)”.  Ур.: E. J. Verwey. New Dictionary of South African Biography. HSRC Press. стр. 18—21. ISBN 978-0-7969-1648-8.

- Woods, Donald (1978). Biko. New York and London: Paddington Press. ISBN 0-8050-1899-9.

- Wilson, Lindy (2012). Steve Biko. Athens, Ohio: Ohio University Press. ISBN 978-0-8214-4441-2.
- Biko, Stephen Bantu (1984).  Arnold Millard, ур. The Testimony of Steve Biko (revised изд.). New York City: HarperCollins. ISBN 978-0586050057.

- Biko, Steve (1987).  Aelred Stubbs, ур. I Write What I Like: A Selection of His Writings. London: Heinemann. ISBN 978-0-435-90598-9.

- Fatton, Robert (1986). Black Consciousness in South Africa: The Dialectics of Ideological Resistance to White Supremacy. Albany: State University of New York Press. ISBN 978-0887061295.

- Gerhart, Gail M. (1999). Black Power in South Africa: The Evolution of an Ideology. Los Angeles: Greenberg. ISBN 978-0520039339.

- Goodwin, June; Schiff, Ben (13. 11. 1995). „Who Killed Steve Biko?: Exhuming Truth in South Africa”. The Nation. New York: The Nation Company. 261 (16): 565—568. ISSN 0027-8378.

- Lobban, Michael (1996). White Man's Justice: South African Political Trials in the Black Consciousness Era. Oxford: Oxford University Press. ISBN 978-0198258094.

- Magaziner, D. (2010). The Law and the Prophets: Black Consciousness in South Africa, 1968–1977. Athens: Ohio University Press. ISBN 978-0821419175.

- Pityana, B.; Ramphele, M.; Mpumlwana, M.; Wilson, L. (1991). Bounds of Possibility: The Legacy of Steve Biko and Black Consciousness. Cape Town: David Philip. ISBN 978-0864862105.

## Spoljašnje veze
- Stiv Biko na sajtu  (jezik: engleski)